# Vilhjálmur Stefánsson

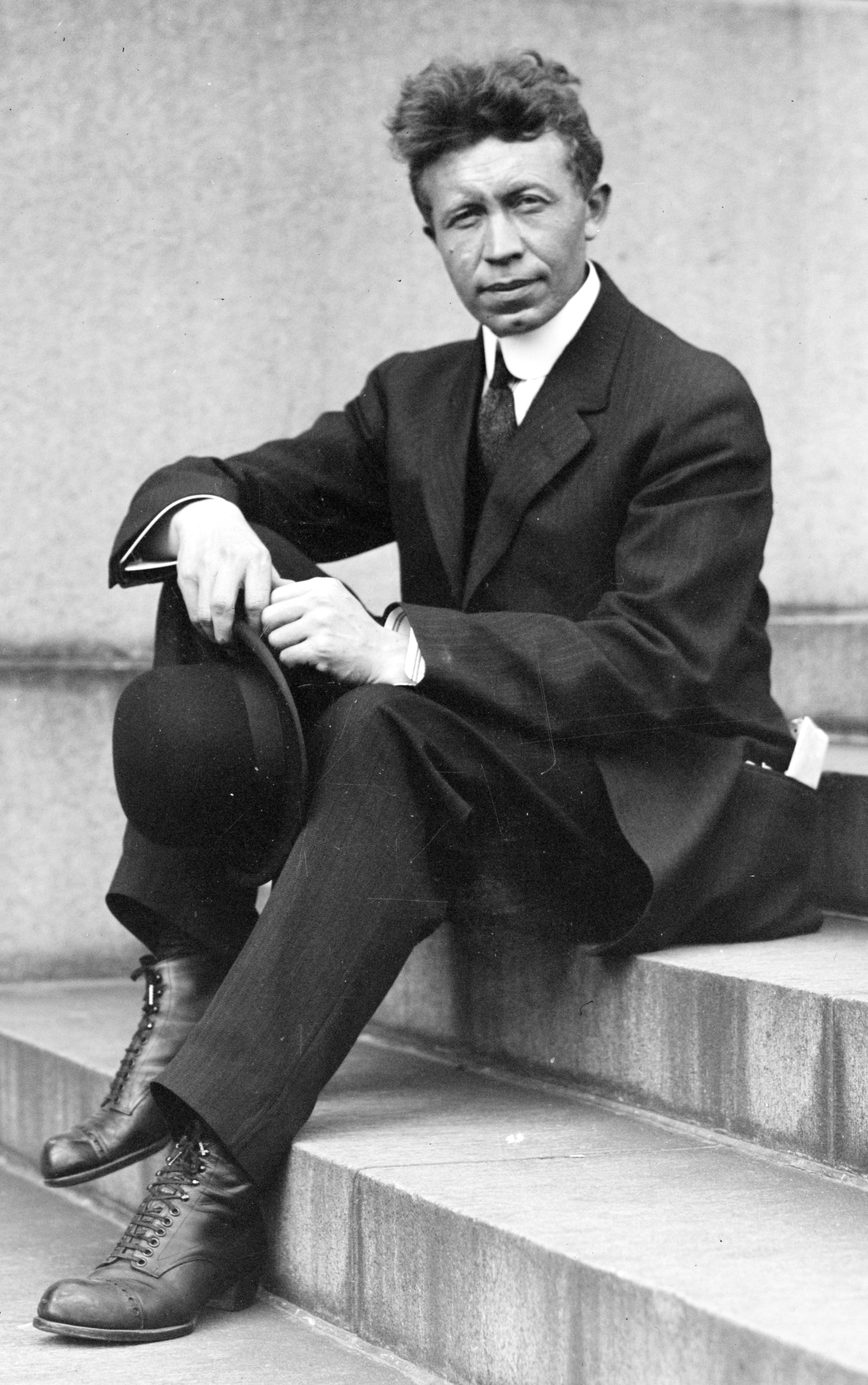
Vilhjálmur Stefánsson um 1915

Vilhjálmur Stefánsson (* 3. November 1879 in Gimli, Manitoba; † 26. August 1962 in Hanover, New Hampshire) war ein in Kanada geborener Polarforscher, Ethnologe und Ernährungswissenschaftler.

## Herkunft und Jugend
Er war der Sohn von Johann Stefánsson und Ingibjorg Jóhannesdottir – beide Einwanderer aus Árnes, Island. Sein Geburtsort Gimli (75 km nördlich von Winnipeg am Winnipegsee gelegen) war eine isländische Gründung. Er fühlte sich stark seinen Wurzeln verbunden und änderte seinen Taufnamen „William“ später in die isländische Form „Vilhjálmur“. Obwohl nur mit geringer schulischer Grundausbildung aufgewachsen, brachte er sich autodidaktisch durch Lesen der Bibel, von Zeitungen und Fachbüchern ein weit gestreutes Wissen bei. Weitere Ausbildung wurde ihm jenseits der Staatsgrenze in den Vereinigten Staaten an der Universität von North Dakota (1898–1902) zuteil, wohin seine Familie 1881 nach einer schweren Flut in seiner Heimat zog. An der Universität von Iowa erwarb er 1903 den Artium Baccalaureus (Bakkalaureus der Sieben freien Künste, USA: Bachelor of Arts, A.B.). Er studierte weiterhin Anthropologie an der Harvard-Universität und lehrte das Fach später dort zwei Jahre lang.

## Expeditionen und Forschungen
Bereits 1904 und 1905 führte er archäologische und anthropologische Untersuchungen in Island durch und im Winter 1906–07 lebte er als Teilnehmer der Anglo-Amerikanischen Polarexpedition bei den Inuit am Mackenzie. In den darauffolgenden Jahren unternahm Stefánsson mehrere Expeditionen in die Arktis und schloss deren Kartographierung ab. Er lebte zeitweise mit den Inuit zusammen, worüber er zahlreiche Schriften und Bücher veröffentlichte.
1915 entdeckte er die Brock-Insel, die Borden-Insel und die Mackenzie-King-Insel, die er für einen Teil der benachbarten Borden-Insel hielt. Erst 1947 wurde sein Irrtum erkannt und berichtigt. Außerdem entdeckte er 1916 die Meighen-Insel und klärte die Geographie der Findlay-Gruppe auf, deren größte Insel die Lougheed-Insel ist.
Unter der Schirmherrschaft des American Museum of Natural History (AMNH) unternahmen er und Rudolph Martin Anderson eine ethnologische Studie über die Bevölkerung der zentralarktischen sowie der nordamerikanischen Küsten. Hierbei entdeckte er 1910 die bis dahin unbekannten „Blonden Eskimo“, welche bis dato noch nie einen weißen Menschen gesehen hatten.
1913–18 übernahm er im Auftrag der kanadischen Regierung die Führung einer Expedition zur Erforschung der Regionen im Westen der Parry-Inseln, die „Canadian Arctic Expedition“. Drei Segeldampfer, die Karluk, die Mary Sachs und die Alaska, wurden ihm zur Verfügung gestellt. Sein Hauptschiff, die Brigantine Karluk, wurde Ende 1913 vom Eis eingeschlossen und driftete nach Westen vor die sibirische Küste. Es sank am 11. Januar 1914. Stefánsson, der die Karluk während der Drift verlassen hatte, setzte seine Expedition mit dem Schlitten über den Arktischen Ozean (Beaufortsee) fort. Der Versorgungsschlitten kehrte nach einiger Zeit um, während er und zwei seiner Männer per Schlitten die Expedition weiterführten und sich hauptsächlich von der Jagd ernährten. Nach 96 Tagen erreichten sie im Herbst die rettende Mary Sachs. Mit ihr setzte er seine Expedition weiter fort. Seine Forschungsergebnisse beinhalteten auch die Entdeckung von neuem Land und die Festlegung der Kontinentalplattengrenzen. Die Reise mit ihren wissenschaftlichen Ergebnissen waren die Grundlage für seine wissenschaftliche Anerkennung. Er konnte zudem die Entdeckungen des Forschers Francis Leopold McClintock erweitern. Während dieser Expedition lebte er mehr als ein Jahr auf dem Polareis.
17 der 25 Schiffbrüchigen der Karluk gelangten – geführt von Kapitän Robert Bartlett (1875–1946) – auf die unbewohnte Wrangelinsel. In Begleitung des Eskimos Kataktovick erreichte Bartlett nach einer weiteren strapaziösen Wanderung die sibirische Küste, wo er von den einheimischen Tschuktschen gastfreundlich aufgenommen wurde. Von dort schlug er sich auf einem ca. 1100 km Fußmarsch in 37 Tagen zur Beringstraße durch und schiffte sich nach Alaska ein. Erst dort konnte er die Rettung der Überlebenden, deren Zahl sich durch Krankheiten und Auseinandersetzungen weiter verringert hatte, organisieren und im September 1914 gerade noch rechtzeitig vor dem nächsten Wintereinbruch mit dem gecharterten Schoner King & Winge von Alaska aus bergen. Von den 25 Besatzungsmitgliedern der Karluk überlebten nur 14. Die Rolle Stefánssons bei dieser Expedition ist umstritten. Einerseits wird ihm vorgeworfen, die Karluk mutwillig verlassen zu haben, andererseits war das persönliche Verhältnis zwischen ihm und Robert Bartlett wohl von Beginn an problematisch. Fest steht, dass die Ausrüstung der Karluk und das Schiff selbst für eine Expedition bzw. Überwinterung bei weitem nicht ausreichend waren.
Am Anfang der 1920er Jahre versuchte Stefánsson, dem Britischen Reich, dem Kanada als Dominion angehörte, den Besitz der Wrangelinsel zu sichern, indem er einen Siedlungsversuch initiierte. Am 16. September 1921 wurden der Kanadier Allan R. Crawford sowie die drei US-Amerikaner Frederick W. Maurer (1893–1923), Milton Galle (1902–1923) und Errol Lorne Knight (1893–1923) gemeinsam mit der Eskimofrau Ada Blackjack (1898–1983) auf der Insel abgesetzt. Ein 1922 von Stefánsson entsandtes Versorgungsschiff musste auf Grund ungünstiger Eisverhältnisse nach Nome zurückkehren. Am 28. Januar 1923 verließen Crawford, Maurer und Galle die Insel, um das sibirische Festland zu Fuß zu erreichen. Sie sind seitdem verschollen. Der zurückgebliebene Knight erkrankte an Skorbut und starb am 22. Juni. Am 19. August 1923 erreichte die Donaldson die Wrangelinsel und nahm Ada Blackjack als einzige Überlebende an Bord. Dafür blieb der US-Amerikaner Charles H. Wells mit zwölf Eskimos auf der Insel. 1924 verkaufte Stefánsson seine vermeintlichen Rechte an der Wrangelinsel an Carl J. Lomen (1880–1965), der in Alaska 40.000 Rentiere besaß. Ein sowjetisches Kanonenboot unter dem Kommando von Boris Wladimirowitsch Dawydow (1884–1925) erreichte die Insel im August 1924 und schaffte die Siedler um Wells nach Wladiwostok.
Stefánsson war zu Lebzeiten ein überaus bekannter Wissenschaftler. Später wurde er aufgrund seiner Verbindungen zum Dartmouth College, an dem er Direktor der Abteilung für Polarstudien war, eine der führenden Persönlichkeiten im Cold Regions Research and Engineering Laboratory (CRREL) der US-Armee in Hanover.
Stefánsson interessierte sich außerdem für Ernährungswissenschaften und -gewohnheiten, besonders die mit sehr kohlenhydratarmer Kost. Er dokumentierte die Tatsache, dass die Ernährung der Inuit zu rund 90 % aus Fisch und Fleisch besteht und sie sich zum Teil sechs bis neun Monate im Jahr von nichts anderem ernähren. Zudem fand er heraus, dass auch er und seine europäischen Begleiter eine solche „Null-Kohlenhydrat-Diät“ völlig gesund überstanden. Als er von Medizinern auf diesen Punkt angesprochen wurde, willigten er und ein Begleiter ein, an einer einjährigen Studie unter Aufsicht der American Medical Association (Amerikas größte Ärztevereinigung) teilzunehmen. In der Studie sollte gezeigt werden, dass sich Menschen ausschließlich von Fisch und Fleisch ernähren können, ohne Vitamin-Ergänzungen und ohne gesundheitliche Schaden davonzutragen. Die Ergebnisse wurden im Journal of the American Medical Association (JAMA) veröffentlicht. Beide Männer überstanden die Studie ohne gesundheitliche Beeinträchtigungen.
Stefánssons persönliche Aufzeichnungen und die Sammlung arktischer Gegenstände sind in der Bücherei des Dartmouth College (Dartmouth College Library) erhalten und der Öffentlichkeit zugänglich.
Stefánsson ist für seinen Ausspruch „Adventure is a sign of incompetence.“ (etwa: „Wagnisse sind ein Zeichen von Inkompetenz.“) bekannt.
Schon zu seinen Lebzeiten wurde Stefansson Island, eine Insel an der Nordostspitze der Victoria-Insel, nach ihm benannt. Außerdem tragen das Stefansson-Becken im Arktischen Ozean (82° 30′ N, 133° 0′ W), die Stefansson Strait auf der Ostseite der Antarktischen Halbinsel (69° 26′ S, 62° 25′ W), Stefansson Lake und Stefansson Creek in den kanadischen Nordwest-Territorien sowie die Stefansson Bay an der Küste des antarktischen Kemplands (67° 20′ S, 59° 8′ O) seinen Namen. 1923 wurde er in die American Philosophical Society und 1958 in die American Academy of Arts and Sciences gewählt.

## Veröffentlichungen
Erscheinungsjahre nicht genau zu bestimmen, da unterschiedliche Daten vorliegen. 
- My Life with the Eskimo, 1912 (online, dt. Titel: Das Geheimnis der Eskimos)
- The Friendly Arctic, 1922 (online, dt. Titel: Länder der Zukunft)
- Hunters of the Great North, 1922 (online, dt. Titel: Jäger des hohen Nordens)
- The Northward Course of Empire, 1923 (online, dt. Titel: Neuland im Norden)
- The Adventure of Wrangel Island, 1925 (online)
- Northward ho! An Account of the Far North, 1927, (online)
- The Three Voyages of Martin Frobisher, 1938, (online)
- Unsolved Mysteries of the Arctic, 1938 (online)
- Iceland: The First American Republic, 1939
- Ultima Thule, 1940, (online)
- Greenland, 1942
- Arctic Manual, 1944
- Compass of the World (Mitautor: Hans W. Weigert), 1944
- The Encyclopedia Arctica (unveröffentlichtes Nachschlagewerk), 15 Bände 1947–1951 (als Herausgeber, online)
- Not by Bread Alone, New York, MacMillan 1946; erweiterte Auflage unter dem Titel The Fat of the Land, New York, Macmillan, 1956, ²1961
- Great Adventures and Explorations (Mitautor: Olive Rathbun Wilcox), 1947
- Northwest to Fortune, 1958
- Cancer: Disease of Civilization? An anthropological and historical study, 1960
- Discovery – the autobiography of Vilhjalmur Stefansson, 1964